# موندارلو، نیو ساوت ولز
موندارلو (به انگلیسی: Mundarlo) یک منطقهٔ مسکونی در استرالیا است که در نیو ساوت ولز واقع شده‌است.